# Maximiliano Cox Balmaceda
Luis Alberto Maximiliano Cox Balmaceda (21 de junio de 1942-Chillán, 8 de enero de 2017) fue un ingeniero agrónomo y político chileno, que ocupó el cargo de subsecretario de Agricultura durante el gobierno de Patricio Aylwin.

## Biografía
Estudió Ingeniería en Agronomía en la Universidad Católica, y desempeñó cargos en la Cepal, FAO, BID e Instituto de Desarrollo Agropecuario. Contrajo matrimonio con María de Carmen Vial.
Su vida política se vinculó a la Democracia Cristiana, donde se desempeñó como subsecretario de agricultura durante todo el período presidencial de Patricio Aylwin. Fue sucedido en el cargo por Alejandro Gutiérrez Arteaga el 11 de marzo de 1994.

## Fallecimiento
Cox falleció en la noche del 8 de enero de 2017 tras caer en una zanja de 20 metros en San Fabián, en las cercanías de Chillán.